# Coregonus macrophthalmus
Coregonus macrophthalmus es una especie de pez de la familia Salmonidae en el orden de los Salmoniformes.

## Alimentación
Come plancton e insectos.

## Distribución geográfica
Se encuentra en Europa: lago de Constanza (Austria, Alemania y Suiza).